# 50 años después Tour
50 años después Tour fue una gira mundial del cantante español Raphael, donde hace recopilaciones de sus canciones "joyas de su corona" y realiza duetos con varios artistas como Juanes, Paloma San Basilio, José Luis Perales y David Bisbal, entre otros.

## Equipo de trabajo (músicos)
- Director/Pianista: Juan Coacci
- Batería: Poyato Stradman
- Bajo: Dani Casielles Suárez
- Guitarra: Mark Gregory Carrero Duque
- Percusión: Daniel J. Santos Navarro
- Trompeta: Jonathan Badici
- Saxofón: Iñaki Arakistain
- Trombón: Antonio Molina Sanpedro

## Canciones
- Cantares: Aunque la letra no es toda del poeta sevillano Antonio Machado, sí son tres estrofas (de "Proverbios y cantares"). El resto, y la música la escribió Joan Manuel Serrat, quien la publicó en el LP "Dedicado a Antonio Machado, Poeta" (1969). Es el tema con el que se abre el álbum y también es la canción que inicia el repertorio de la nueva gira.
- La fuerza del corazón: Una canción de 1995 publicada en el CD de Alejandro Sanz, 3.

- 50 años después: Es la visión que, como espectador, tiene Joaquín Sabina de Raphael.
- Escándalo: Es un dúo entre David Bisbal y Raphael del tema escrito por Willy Chirino.

- Volverte a ver: Segundo sencillo del cantautor colombiano Juanes para su disco Mi sangre, esta vez, Raphael hace dúo con Juanes en esta canción.

- "Can't Take My Eyes Off You": La escribieron Bob Crewe y Bob Gaudio, y fue sencillo en 1967 de Frankie Valli, quien la situó en el número 2 del Billboard americano. Con los años se han grabado muchas versiones, y algunas de ellas han vuelto a aparecer en los primeros puestos de superventas. En esta ocasión Raphael la canta acompañado de Alaska. La canción sirvió como base del anuncio de la programación navideña de TVE (diciembre de 2008).
- Infinito: Un tema de Enrique Bunbury.
- Hijo de la luna: Compuesta y producida por José María Cano. Fue escrita y publicada en 1986, originalmente para que la cantase Isabel Pantoja, quien rechazó la maqueta preliminar -grabada en la voz de Mecano, encabezada por Ana Torroja- ya que Isabel la consideró demasiado "folclórica" para el estilo de canciones que ella estaba buscando hacer para ese momento. Luego de esto, la canción fue incorporada para formar parte del repertorio del álbum de Mecano "Entre el cielo y el suelo" (1986).
- Como yo te amo: Originalmente publicada por Raphael en 1980 en el LP "Y... sigo mi camino", tan solo unos meses antes, Rocío Jurado había grabado este tema de Manuel Alejandro. En el caso de Raphael, su versión disparó las ventas de este LP; por ejemplo, en México fue doble Disco de Oro, y estuvo meses en los rankings de audiencia. Como resultado, la versión de Raphael logró eclipsar a la de Rocío Jurado. Desde su publicación, "Como yo te Amo" ha estado incluida en el repertorio de canciones de los conciertos de Raphael.
- En esta ocasión, Raphael y Rocío Jurado, gracias a la tecnología, se unen para cantarlo juntos.
- Quiero abrazarte tanto: Un tema de 1970 que Raphael canta con Víctor Manuel y Ana Belén.
- Morir de amor: Un tema de la primera etapa de Miguel Bosé, quien lo publicó en 1980 como sencillo extraído de su álbum "Miguel". Canción compuesta por el cantautor español José Luis Perales.
- Volver, volver: Compuesta por Fernando Z. Maldonado. Raphael interpretó este tema por primera vez, acompañado de mariachi en 1974, en los conciertos del Palacio de la Música de Madrid, y también en su gira por España en el verano de 1976. En este disco la canta a dúo con el mexicano Vicente Fernández.  Este tema, junto con "Adoro" se grabó en México.
- Himno de la Alegría (Ode to Joy): En 1969 Miguel Ríos vendió siete millones de discos de esta pieza compuesta en 1823 por Ludwig van Beethoven, (la melodía procede de la Novena Sinfonía), que en la versión de Miguel, la dirigió Waldo de los Ríos. Éxito en Estados Unidos, Reino Unido, Francia, Alemania, Japón, Suecia, Italia, Austria, Holanda, Canadá, etc.
- El cielo puede esperar: está escrita por Manuel Martos (Mota).
- Adoro: Canción de amor de Armando Manzanero, que ha tenido infinidad de versiones.
- Como han pasado los años: Es uno de los grandes éxitos de Rocío Dúrcal, compuesto por Rafael Ferro y Roberto Livi. Ya, en 2006 Raphael lo había grabado para el CD "Cerca de ti", y es una de las canciones que acompañó esa gira. Ahora, Rocío también estuvo presente en este disco de duetos, grabando este bolero en una mezcla con la pista de voz de la grabación de Rocío.
- Que seas tú: Un tema incluido en el LP "El Golfo". Esta composición de Gilbert Becaud "C'etait moi" adaptada al español, ganó en interpretación, gracias a la potente voz de Raphael, y a los magníficos arreglos y dirección orquestal de Manuel Alejandro.
- Aún hay más, si la quieren escuchar en inglés también se encuentra en el repertorio del "Live at the Talk of the Town". Hoy, Raphael vuelve a grabar este tema junto a Paloma San Basilio.
- Mi gran noche (Tenez-vous bien): Dueto de "Mi gran noche" (Tenez-Vous bien) de Salvatore Adamo. Tema legendario en la carrera de Raphael, con una letra especialmente escrita para él. Ya en 2006, y en directo, Raphael y Adamo cantaron juntos este tema, en TVE, y en 2008 la grabaron juntos para este álbum, utilizando la letra ya conocida de Raphael.
- A mi manera (My Way): "My Way" (A mi manera) es una balada pop escrita por Fred Brott, cuya adaptación al idioma inglés fue realizada por Paul Anka, de la canción francesa Comme d'habitude, escrita por Claude François y Jacques Revaux con letras en francés por Claude François y Gilles Thibaut. La versión en inglés solo mantiene la melodía de la canción, no así la letra que fue reescrita y es totalmente diferente de la original. La versión en español que canta Raphael tiene un texto similar al inglés. Raphael canta a dúo con Paul Anka.
- América y homenaje a Violeta Parra: Tema de América de 1991 escrito por José Luis Perales, que Raphael ya grabó para el CD "Ave Fénix". Raphael realizó una homenaje a la folclorista chilena Violeta Parra, cantando su conocida canción Gracias a la Vida, además de eso, se presentó en el Estadio Floresta, en San Miguel de Tucumán, para homenajear a la cantora argentina Mercedes Sosa.

## Fechas de la gira
| Día                                 | Ciudad                     | País                 | Lugar                                          |
| ----------------------------------- | -------------------------- | -------------------- | ---------------------------------------------- |
| 2 de diciembre de 2008 (Preestreno) | Madrid                     | España               | Teatro Lope de Vega                            |
| 4 de abril de 2009                  | Almería                    | España               | Teatro Auditorio Roquetas del Mar              |
| 16 de abril de 2009                 | Buenos Aires               | Argentina            | Luna Park                                      |
| 18 de abril de 2009                 | Santiago de Chile          | Chile                | Movistar Arena                                 |
| 23 de abril de 2009                 | Córdoba                    | Argentina            | Orfeo Superdomo                                |
| 25 de abril de 2009                 | San Miguel de Tucumán      | Argentina            | Estadio Floresta                               |
| 29 de abril de 2009                 | San Juan (Puerto Rico)     | Puerto Rico          | Coliseo José Miguel Agrelot                    |
| 1 de mayo de 2009                   | Nueva York                 | Estados Unidos       | Madison Square Garden                          |
| 3 de mayo de 2009                   | Miami                      | Estados Unidos       | Knight International Center                    |
| 6 de mayo de 2009                   | Bogotá                     | Colombia             | Coliseo Cubierto El Campín                     |
| 8 de mayo de 2009                   | Medellín                   | Colombia             | Plaza de Toros la Macarena                     |
| 9 de mayo de 2009                   | Cali                       | Colombia             | Plaza de toros Cañaveralejo                    |
| 12 de mayo de 2009                  | Ciudad de Guatemala        | Guatemala            | Fórum Mundo E                                  |
| 14 de mayo de 2009                  | Guadalajara                | México               | Auditorio Telmex                               |
| 16 de mayo de 2009                  | Puebla                     | México               | Auditorio siglo XX                             |
| 19 de mayo de 2009                  | Monterrey                  | México               | Arena Monterrey                                |
| 21 de mayo de 2009                  | México D.F.                | México               | Auditorio Nacional                             |
| 22 de mayo de 2009                  | México D.F.                | México               | Auditorio Nacional                             |
| 29 de mayo de 2009                  | Burgos                     | España               | Centro Comercial Camino de Plata               |
| 12 de junio de 2009                 | Linares                    | España               | Plaza de Toros de Linares                      |
| 23 de junio de 2009                 | Valencia                   | España               | Plaza de toros de Valencia                     |
| 26 de junio de 2009                 | Madrid                     | España               | Las Ventas                                     |
| 29 de junio de 2009                 | Burgos                     | España               | Aparcamiento Centro Comercial                  |
| 3 de julio de 2009                  | Fuengirola                 | España               | Castillo Sohail                                |
| 4 de julio de 2009                  | Alfaz del Pi               | España               | Explanada casa de Cultura                      |
| 16 de julio de 2009                 | Almonte                    | España               | Recinto Cajasol                                |
| 26 de julio de 2009                 | Gerona                     | España               | Festival Jardines de Cap Roig                  |
| 4 de agosto de 2009                 | Segovia                    | España               | Real Fábrica de Cristales de La Granja         |
| 8 de agosto de 2009                 | Palma de Mallorca          | España               | Palma Arena                                    |
| 12 de agosto de 2009                | Pontevedra                 | España               | Plaza de la Herrería                           |
| 14 de agosto de 2009                | La Coruña                  | España               | Plaza de Riazor                                |
| 20 de agosto de 2009                | Bilbao                     | España               | Espacio Abandoibarra                           |
| 28 de agosto de 2009                | Nerja                      | España               | Balcón de Europa                               |
| 2 de septiembre de 2009             | Valladolid                 | España               | Plaza de toros de Valladolid                   |
| 5 de septiembre de 2009             | Ponferrada                 | España               | Auditorio Municipal                            |
| 8 de septiembre de 2009             | Valdemoro                  | España               | Plaza de la Constitución                       |
| 19 de septiembre de 2009            | Barcelona                  | España               | Palau Sant Jordi                               |
| 24 de septiembre de 2009            | Málaga                     | España               | Palacio de Deportes José María Martín Carpena  |
| 26 de septiembre de 2009            | Sevilla                    | España               | Auditorio Municipal Rocío Jurado de Sevilla    |
| 3 de octubre de 2009                | Torrejón de Ardoz          | España               | Carpa Municipal                                |
| 10 de octubre de 2009               | Tenerife                   | España               | Pabellón INS Tenerife                          |
| 11 de octubre de 2009               | Telde                      | España               | Auditorio San Juan                             |
| 12 de octubre de 2009               | Zaragoza                   | España               | Pabellón Príncipe Felipe                       |
| 17 de octubre de 2009               | Salamanca                  | España               | Pabellón Multiusos Sánchez Paraíso             |
| 18 de noviembre de 2009             | Lima                       | Perú                 | Jockey Club del Perú                           |
| 20 de noviembre de 2009             | Guayaquil                  | Ecuador              | Centro de convenciones                         |
| 21 de noviembre de 2009             | Quito                      | Ecuador              | Casa de la Cultura Ecuatoriana                 |
| 26 de noviembre de 2009             | Santiago de los Caballeros | República Dominicana | Centro Español                                 |
| 28 de noviembre de 2009             | Santo Domingo              | República Dominicana | Palacio de los Deportes Virgilio Travieso Soto |